# Бергвалл, Андреас
Бергвалл Андреас Карл Эрланд (род. 10 июня 1974 года) — шведский хоккеист с мячом, вратарь ХК АИК, семикратный чемпион мира. Младший брат четырехкратного чемпиона мира Маркуса Бергвалла.

## Карьера
Андреас Бергвалл начал играть в хоккей с мячом в «Лесьёфорсе» — клубе низшего дивизиона из одноимённого небольшого шведского городка.
В 1996 году он перешёл в «Кунгэльв», выступавший в Аллсвенскан.
В 1998 году Андреас перешёл в один из ведущих клубов Швеции — «Вестерос». В первом же сезоне он становится чемпионом Швеции.
Сезон 2004/05 года Бергвалл провёл в «Ветланде», после чего перешёл в «Хаммарбю». В сезонах 2005/06 и 2006/07 он стал вице-чемпионом Швеции.
В 2007 году он переехал в Казань, где в течение трёх сезонов выступал за «Ракету», выступавшую в Высшей лиге. В сезоне 2008/09 он стал бронзовым призёром чемпионата России. Дважды включался в число 22 лучших игроков сезона.  В 2010 году был признан лучшим хоккеистом Швеции.
Сезон 2010/11 провёл в Швеции в Вестеросе в клубе «Тилльберга», который несмотря на старания Бергвалла вылетел из Элитсерии. А Бергвалл снова вернулся в Казань, где стал вице-чемпионом России и признан лучшим вратарём сезона.
В сезоне 2012/13 с «Хаммарбю» становится чемпионом Швеции в третий раз.
В следующем сезоне перешёл в «Вестерос».
В сборной Швеции с 1996 года. Является рекордсменом сборной Швеции по количеству проведённых игр — 195. После чемпионата мира 2013 года заявил об уходе из сборной страны.
В 2014 году вернулся в сборную Швеции для участия в чемпионате мира в Иркутске, где завоевал серебряную медаль.

## Достижения
- Чемпион Швеции — 1999, 2001, 2013, 2015, 2016
- Вице-чемпион Швеции — 2002, 2006, 2007, 2014, 2021
- Обладатель Кубка Швеции — 2000, 2015
- Финалист Кубка Швеции — 2012, 2013, 2020
- Серебряный призёр чемпионата России — 2012
- Бронзовый призёр чемпионата России — 2009
- Обладатель Кубка России — 2009
- Финалист Кубка России — 2011
- Обладатель Кубка мира — 2000, 2014, 2016
- Финалист Кубка мира — 1998
- Обладатель Кубка европейских чемпионов — 1998
- Финалист Кубка европейских чемпионов — 2001
- Обладатель Чемпионского кубка Эдсбюна — 2009
- Чемпион мира — 1997, 2003, 2005, 2009, 2010, 2012, 2017
- Вице-чемпион мира — 2001, 2004, 2006, 2007, 2008, 2013, 2014, 2015
- Бронзовый призёр чемпионата мира — 1999, 2011, 2016
- Серебряный призёр Международного турнира на призы Правительства России — 2006, 2010
- Победитель Международного турнира на призы губернатора Московской области — 2003[7]
- Лучший вратарь чемпионата мира — 2004, 2006, 2007, 2008, 2009, 2013, 2015, 2017
- Символическая сборная чемпионата мира — 2004, 2006
- Лучший вратарь Международного турнира на призы Правительства России — 2010[8]
- Включался в список 22 лучших игроков сезона — 2009, 2010, 2012
- Признан лучшим вратарём чемпионата России — 2009, 2012
- Признан лучшим хоккеистом Швеции — 2010
- Рекордсмен по числу проведённых матчей за сборную Швеции (195)